# Analfistel
Analfisteln sind Entzündungen im Enddarm-Bereich, die unterschiedlich viele Hautschichten betreffen können. Ein Austritt der Entzündungshöhle zur Hautoberfläche in der Afterregion muss nicht zum Krankheitsbild gehören.

## Ursachen

Verschiedene Typen von Analfisteln (rechte Seite).

Häufige Ursache sind Abszesse im Bereich der Krypten des Afters/Anus innerhalb des Enddarms, die Anschluss an die Proktodealdrüsen erlangen. Die zwischen den Anteilen des Schließmuskels gelegenen Drüsen können dann auf verschiedenen Wegen den Schließmuskel mit ihren Ausführungsgängen durchsetzen.
Als Resultat sind häufig Ausführungsgänge an der Haut des Afters zu sehen, die Ausführungsgänge können aber auch nur zur Schleimhautseite hin gelegen sein. Typisch ist die Sekretion aus den Fistelöffnungen.
Als weitere – wenn auch seltenere – Ursachen kommen entzündliche Darmerkrankungen (Morbus Crohn, Colitis ulcerosa), Divertikulitis, Kryptitis oder Krebserkrankungen in Frage.

## Symptome
Bei Abszessbildung sind Schmerzen und Allgemeinsymptome wie Fieber und Unwohlsein typisch. Die Fisteln selbst als Folgezustand der Entzündung machen relativ wenig Beschwerden und fallen am ehesten durch fortwährende Sekretionen am After auf. Falls die Fistel aber anfängt zu bluten, kann das zu erheblichen Schmerzen führen, da man die Blutung nicht so einfach stoppen kann. Eine Entzündung ist dann wahrscheinlich.

## Diagnostik
Die Diagnose wird durch Inspektion, Palpation und Rektoskopie gestellt. Fisteln sind oft nur bei Untersuchung in Narkose aufzufinden. Komplexe Fistelverläufe (z. B. bei Morbus Crohn) können durch ein MRT des Beckenbodens dargestellt werden.
Abgrenzung zu: Perianalthrombose, Prolaps der Hämorrhoiden.

## Therapie

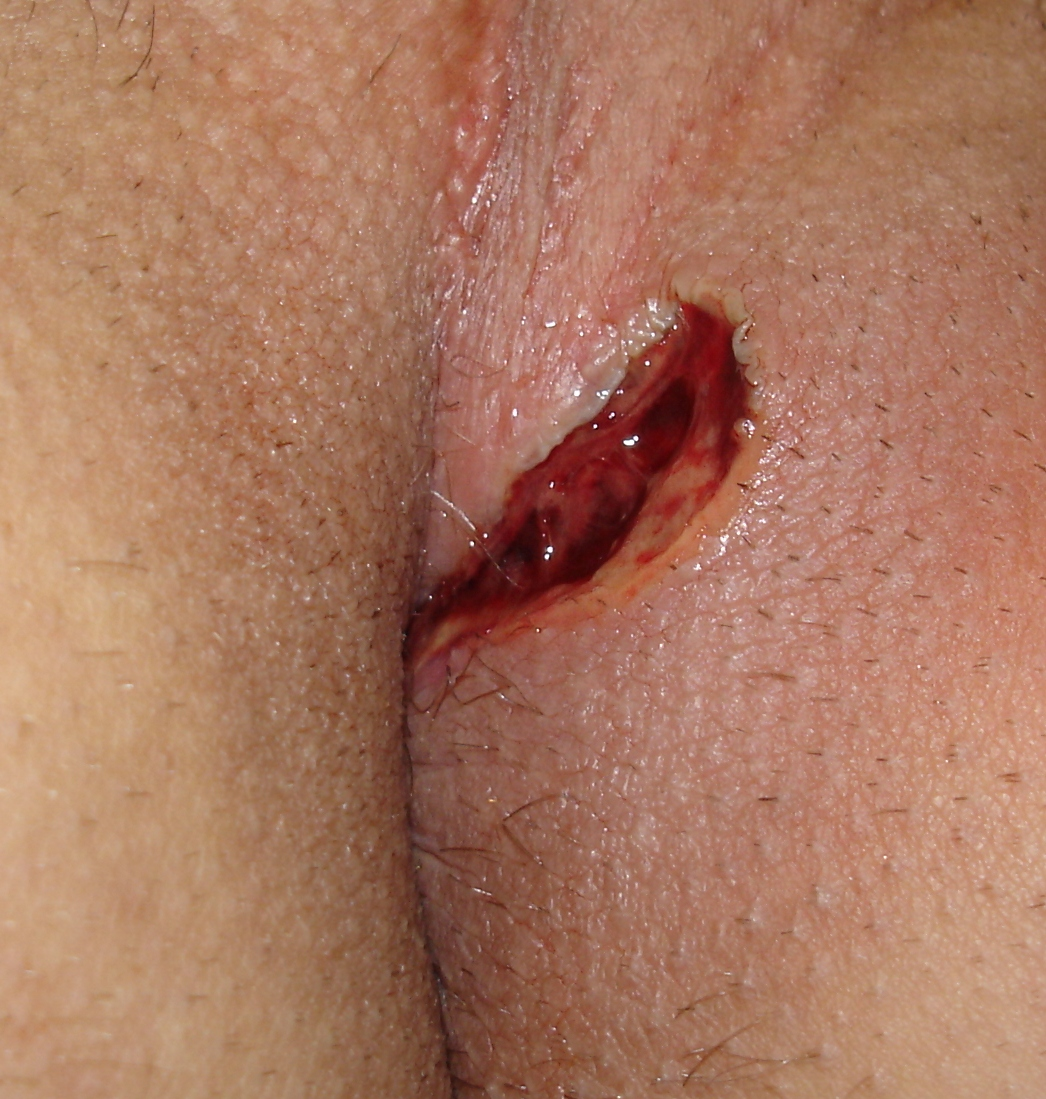
Erfolgte Ausschneidung einer Analfistel

Bei Abszessen besteht die Therapie in der ausreichend weiten chirurgischen Öffnung und Abszessdrainage.
Fisteln werden, sofern sie unterhalb des Schließmuskels verlaufen, in der Regel gespalten. Sonst werden sie nach Möglichkeit unter Schonung des Schließmuskels ausgeschnitten (Fistulektomie). Da die Fisteln auch durch größere Anteile des Kontinenzapparates verlaufen können, ist manches Mal eine radikale Entfernung problematisch.
In diesen Fällen ist ein plastischer Fistelverschluss notwendig: Hierbei wird die Fistelöffnung im Enddarminneren (inneres Fistelostium) mittels Naht verschlossen und mit einem U-förmigen Gewebeläppchen (Advancement Flap) gesichert. Alternativ wird nach Durchtrennung des Schließmuskels die Fistel operativ entfernt und anschließend der Schließmuskel wieder rekonstruiert (Fistulektomie mit primärer Sphinkternaht). Da beide Techniken ein nicht unerhebliches Inkontinenz-Risiko bergen, stehen neuerdings Schließmuskel-schonende Operationstechniken zur Verfügung:
- Fistel-Plug: Hierbei wird der Fistelgang mit einem resorbierbaren Implantat okkludiert.
- Fistel-Clip (OTSC Proctology): Das innere Fistelostium wird mit einem elastischen Clip aus Nitinol dynamisch verschlossen.[1][2][3]
- Thermische Fistelverschluss-Techniken: Hierbei wird der Fistelgang mittels Hitze (Laser: FiLaC-Technik; Elektrokoagulation:VAAFT-Technik) destruiert und okkludiert.

Hilfreich bei der Markierung und beim Ableiten des Eiters vor einem plastischen Fistelverschluss ist die Anlage einer Fadendrainage (Bändchen). Diese Methode wird auch eingesetzt, sofern die Fistel derzeit nicht oder nur unter großen Risiken, z. B. Inkontinenz, operativ entfernt werden könnte.